# 帕特南县 (纽约州)
帕特南縣（英語：Putnam County）是美國紐約州東南部的一個縣，西傍哈得遜河，東鄰康乃狄克州。面積638平方公里。根據美國2000年人口普查，共有人口95,745。縣治卡梅爾。
成立於1812年。縣名紀念七年戰爭和美國獨立戰爭英雄，伊斯雷尔·帕特南。